# معین مرستیال
معین مرستیال (زاده: ۱۳۳۰ ولسوالی خان آباد، ولایت قندوز) سیاست‌مدار افغانستانی و نماینده مردم قندوز در دوره پانزدهم مجلس نمایندگان افغانستان است.

## زندگی‌نامه
معین مرستیال متولد ۱۳۳۰ از ولسوالی خان آباد ولایت قندوز افغانستان است. وی دارای مدرک تحصیلی ماستر/کارشناسی ارشد است.

## دیگر فعالیت‌ها
- رئیس اتحادیه افغان‌ها در استرالیا.[۱]
- منشی شورای تفاهم وحدت ملی افغانستان.[۱]
- استاد در دانشگاه کابل و دانشگاه نهرو در هند.[۱]
- کارمند وزارت مهاجرین در استرالیا.[۱]
- معین وزارت معارف افغانستان.[۱]
- رئیس عمومی برنامه ثبات در افغانستان.[۱]
- مشاور ارشد وزارت داخله در امور اصلاحات اداری.[۱]
- رئیس اتحادیه استادان و معلمان جهاد در پیشاور.[۱]
- رئیس اتحادیه مهاجرین افغان در هند.[۱]
- مشاور سیاسی تنظیم محاذ ملی اسلامی افغانستان.[۱]